# Тоні Савевський
То́ні Саве́вський (мак. Тони Савевски; 14 червня 1963; Бітола, СР Македонія, СФР Югославія) — югославський і македонський футболіст, півзахисник. Савевський вважається одним із найкращих гравців в історії Грецької Суперліги. Захищав кольори національної збірної Югославії, пізніше збірної Македонії. Виступав за команди «Вардар» та АЕК.

## Кар'єра
Футбольну кар'єру розпочав у клубі «Пелістер» із Бітоли, у 1980 перейшов до «Вардара», за який виступав до 1988 року. Того ж року підписав контракт з грецьким клубом Альфа Етнікі АЕК. У складі АЕКа Савевскі провів 13 сезонів і зіграв 410 матчів у грецькій лізі, 4 рази виграв чемпіонат (1989, 1992, 1993, 1994) і тричі став володарем Кубка Греції (1996, 1997, 2000). Савевскі зіграв 2 матчі у складі збірної Югославії і 9 матчів у складі збірної Македонії.
Після завершення кар'єри гравця, Савевскі розпочав тренерську діяльність. Він очолював АЕК, «Аполлон» (Лімасол) та «Омонія». З «Омонією» виграв Категорію А (2003) і  Суперкубок Кіпру (2003). Наразі тренує молодіжну команду АЕКа.

## Статистика
| Сезон   | Клуб    | Країна        | Ліга         | Матчі | Голи |
| ------- | ------- | ------------- | ------------ | ----- | ---- |
| 1980—81 | Вардар  | СФР Югославія | Перша Ліга   | 19    | 0    |
| 1981—82 | Вардар  | СФР Югославія | Перша Ліга   | 20    | 1    |
| 1982—83 | Вардар  | СФР Югославія | Перша Ліга   | 13    | 0    |
| 1983—84 | Вардар  | СФР Югославія | Перша Ліга   | 29    | 2    |
| 1984—85 | Вардар  | СФР Югославія | Перша Ліга   | 30    | 0    |
| 1985—86 | Вардар  | СФР Югославія | Перша Ліга   | 30    | 0    |
| 1986—87 | Вардар  | СФР Югославія | Перша Ліга   | 33    | 1    |
| 1987—88 | Вардар  | СФР Югославія | Перша Ліга   | 27    | 3    |
| 1988—89 | Вардар  | СФР Югославія | Перша Ліга   | 13    | 4    |
| 1988—89 | АЕК     | Греція        | Альфа Етнікі | 17    | 6    |
| 1989—90 | АЕК     | Греція        | Альфа Етнікі | 34    | 5    |
| 1990—91 | АЕК     | Греція        | Альфа Етнікі | 34    | 7    |
| 1991—92 | АЕК     | Греція        | Альфа Етнікі | 29    | 3    |
| 1992—93 | АЕК     | Греція        | Альфа Етнікі | 33    | 4    |
| 1993—94 | АЕК     | Греція        | Альфа Етнікі | 31    | 4    |
| 1994—95 | АЕК     | Греція        | Альфа Етнікі | 23    | 3    |
| 1995—96 | АЕК     | Греція        | Альфа Етнікі | 31    | 2    |
| 1996—97 | АЕК     | Греція        | Альфа Етнікі | 33    | 4    |
| 1997—98 | АЕК     | Греція        | Альфа Етнікі | 32    | 5    |
| 1998—99 | АЕК     | Греція        | Альфа Етнікі | 25    | 7    |
| 1999—00 | АЕК     | Греція        | Альфа Етнікі | 31    | 2    |
| 2000—01 | АЕК     | Греція        | Альфа Етнікі | 3     | 0    |
|         | Всього: | Всього:       | Всього:      | 537   | 62   |

## Нагороди та досягнення
Як гравець
- «Вардар»
  - Перша Ліга (1): 1986—87
- АЕК
  - Альфа Етнікі (4): 1988—89, 1991—92, 1992—93, 1993—94
  - Кубок Греції (3): 1995—96, 1996—97, 1999—00
  - Суперкубок Греції (2): 1989, 1996
  - Кубок ліги (1): 1989—90
  - Кубок Середземноморських ігор 1991 (1): 1991

Як тренер
- «Омонія»
  - Категорія А (1): 2002—03
  - Суперкубок Кіпру (1): 2003